# SaRNA
低分子活性化RNA（ていぶんしかっせいかRNA、small activating RNA、saRNA）は低分子二本鎖RNA（dsRNA）であり、遺伝子プロモーターを標的として、RNA活性化（RNAa）として知られているプロセスで転写遺伝子の活性化を誘導する。
低分子干渉RNA（siRNA）やマイクロRNA（miRNA）などの低分子dsRNAは、RNA干渉（RNAi）として知られる進化的に保存された機構を誘発することが知られている。RNAiは、クロマチンの再構築により転写を抑制したり、相補的mRNAを分解したり、タンパク質の翻訳を阻害することで、常に遺伝子サイレンシングを引き起こす。その後で、dsRNAは転写を活性化する作用もあることがわかり、saRNAと呼ばれるようになった。saRNAは、遺伝子のプロモーター内の選択された配列を標的とすることで、転写／エピジェネティックなレベルで標的遺伝子の発現を誘導する。
saRNAは、通常21ヌクレオチド長で、各鎖の3'末端に2ヌクレオチドのオーバーハングがあり、典型的なsiRNAと同じ構造をしている。目的の遺伝子を活性化できるsaRNAを特定するためには、1〜2 kbのプロモーター領域内に一定のルールに基づいていくつかのsaRNAを設計し、培養細胞でテストする必要がある。いくつかの報告では、saRNAは、タンパク質コーディング遺伝子のプロモーター配列と重複する非コーディング転写物を標的とするように設計されている。化学合成されたsaRNAと、短ヘアピンRNA（shRNA）として発現されたsaRNAの両方が、in vitroおよびin vivo実験で用いられている。
saRNAのオンラインリソースが開発され公開されている。
saRNAの治療への利用が提案されている。それらは、膀胱がん、肝発がん、膵臓がん、勃起不全などの動物モデルでテストされている。 
2016年には、進行性肝臓がん患者を対象とした第I相臨床試験が、saRNA医薬品MTL-CEBPAを対象に開始された。2021年の完了を目指している。

## 推薦文献
- Morris KV (2008). RNA and the Regulation of Gene Expression: A Hidden Layer of Complexity. Caister Academic Press ISBN 978-1-904455-25-7
- Tost J (2008). Epigenetics. Caister Academic Press ISBN 978-1-904455-23-3